# Баліза

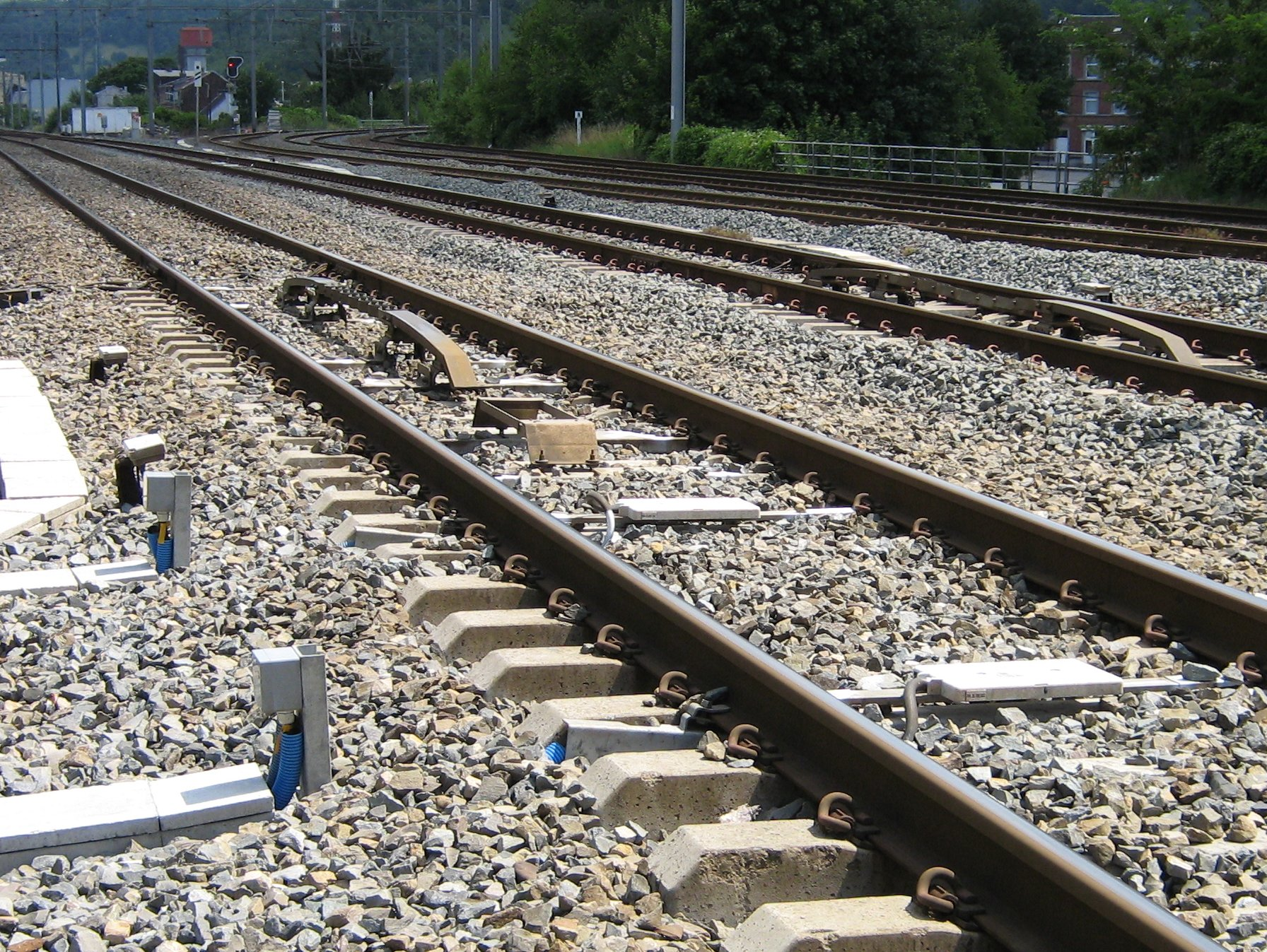
Пара євробаліз для ETCS/TBL+, а також звичайна TBL баліза та оригінальна система зупинки Croco на сигналі в Бельгії

Баліза [bəˈliːz] — електронний маяк або транспондер, розміщений між рейками залізниці як частина автоматичної системи захисту поїзда (ATP). Французьке слово balise використовується, щоб відрізнити ці маяки від інших видів маяків.
Балізи використовуються в системі сигналізації KVB, встановленій на магістральних лініях мережі французьких залізниць, відмінні від високошвидкісних Lignes à Grande Vitesse.
Балізи є невід'ємною частиною Європейської системи керування поїздами, де вони виконують роль «маяків», що вказують точне місцезнаходження поїзда. Система сигналізації ETCS поступово впроваджується на залізницях по всьому Європейському Союзу.
Балізи також використовуються в китайській системі керування поїздами версій CTCS-2 і CTCS-3, встановлених на високошвидкісних залізничних лініях у Китаї, яка базується на європейській системі керування поїздами.
Баліза, яка відповідає специфікаціям Європейської системи керування поїздами, називається євробалізою.

## Огляд

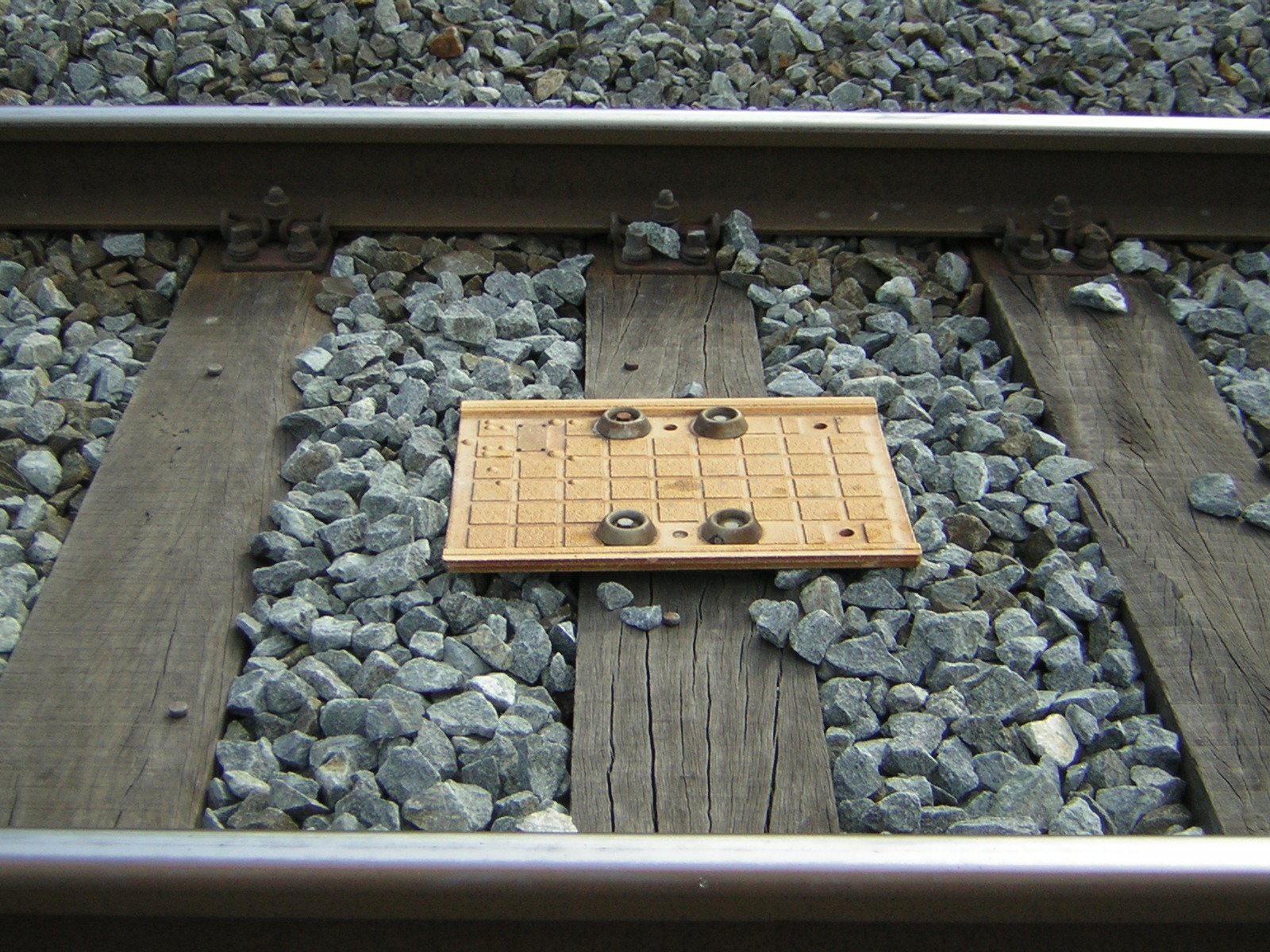
Баліза EBICAB у Середземноморському коридорі

Баліза зазвичай не потребує джерела живлення. У відповідь на енергію радіо випромінювання, яку транслює модуль передачі баліз, встановлений під поїздом, що проїжджає, баліза або передає інформацію в поїзд (висхідна лінія зв'язку), або отримує інформацію від поїзда (низхідна лінія зв'язку, хоча ця функція використовується рідко). Швидкість передачі євробаліз достатня для отримання повної «телеграми» поїздом, що проходить із будь-якою швидкістю меншою 500 км/год.
Баліза може бути або «Балізою з фіксованими даними», або скорочено «Фіксованою балізою», яка передає однакові дані до кожного поїзда, або «Прозорою балізою», яка передає змінні дані отриманні ззовні, іноді називається «перемикальною» або «контрольованою балізою». '. (Зауважте, що слово «фіксована» стосується інформації, яку передає баліза, а не її фізичного розташування. Усі балізи є нерухомими).
Фіксована баліза запрограмована на передачу однакових даних кожному поїзду. Інформація, що передається фіксованою балізою, зазвичай включає: розташування балізи; геометрію лінії, наприклад криві та градієнти; і будь-які обмеження швидкості. Програмування виконується за допомогою бездротового програматора. Таким чином, фіксована баліза може сповістити поїзд про його точне місцезнаходження та відстань до наступного сигналу, а також може попередити про будь-які обмеження швидкості.
Керована баліза підключена до лінійного електронного блоку (LEU) і передає динамічні дані в поїзд, наприклад, стан сигналів індикації. Балізи, що є частиною системи сигналізації ETCS рівня 1, використовують цю можливість. LEU інтегрується зі звичайною (національною) системою сигналізації шляхом підключення до залізничного сигналу біля лінії або до диспетчерської вежі сигналізації.
Балізи повинні бути розгорнуті парами, щоб поїзд міг відрізнити напрямок руху 1→2 від напрямку 2→1, якщо вони не пов'язані з попередньою групою баліз, у такому випадку вони можуть містити лише одну балізу. Якщо обсяг даних занадто великий, можна встановити додаткові балізи.
Балізи разом з обладнанням у поїзді створюють систему, яка підвищує безпеку руху поїзда: на підходах до станцій із кількома платформами можуть бути розгорнуті фіксовані балізи, як точніше доповнення до GPS, щоб забезпечити безпечну роботу автоматичного вибіркового відкривання дверей.

## Монтаж

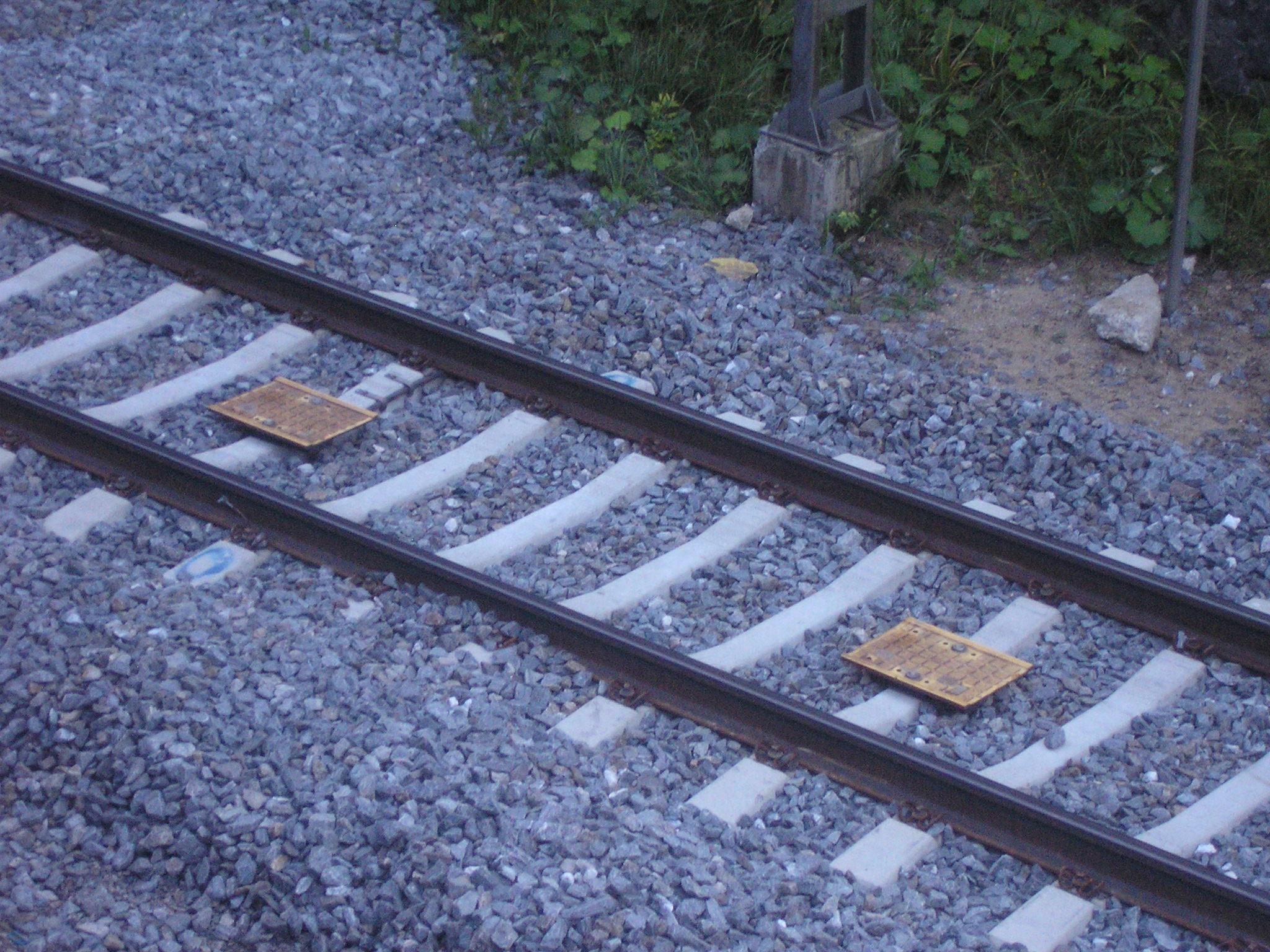
Євробалізи на залізниці Орівесі- Ювяскюля в Муураме, Фінляндія

Балізи зазвичай встановлюється на або між шпалами чи шпалами на центральній лінії колії. Поїзд рухається з максимальною швидкістю 500 км/год (310 миля/год) передаватиме та отримуватиме щонайменше три копії телеграми під час проходження кожної євробалізи. Попередні балізи KER (KVB, EBICAB, RSDD) були призначені для роботи до 350 км/год (220 миля/год).
Бортовий комп'ютер поїзда використовує дані з баліз, щоб визначити профіль безпечної швидкості для лінії попереду. Необхідно достатньо інформації, щоб у разі потреби поїзд міг безпечно зупинитися.
Дані в балізі можуть включати відстань до наступної балізи. Це використовується для перевірки відсутності баліз, що в іншому випадку може призвести до потенційної несправності неправильної сторони.
На початку та в кінці території, обладнаної ATP, часто використовується пара фіксованих баліз для інформування бортового обладнання ATP про початок або припинення спостереження за рухом поїзда.

## Використання
Євробалізи використовуються в:
- ETCS — загальноєвропейська система захисту поїздів
- Китайська система керування поїздами версії CTCS-2 і CTCS-3, що використовується на високошвидкісних залізничних лініях у Китаї
- EuroSignum — варіант попередньої швейцарської системи захисту поїздів Integra-Signum
- EuroZub — варіант попередньої швейцарської системи захисту поїзда ZUB 121
- SCMT — італійська система захисту поїздів
- TBL 1+ — система захисту поїздів, яка використовується в Бельгії
- GNT — система керування перекидними поїздами в Німеччині
- ZBS — нова система швидкого контролю для S-Bahn Berlin
- TASS — система контролю крену поїздів на магістралі Західного узбережжя

Балізи, крім євробаліз, використовуються в:
- KVB — система захисту поїзда, яка використовується у Франції
- ASFA — система захисту поїздів, яка використовується в Іспанії
- ACSES — система захисту поїздів, яка використовується Amtrak на північно-східному коридорі в США
- ATACS — рухома система захисту поїзда, яка використовується в деяких частинах Японії
- Автоматичне керування поїздами (ATC), автоматичний захист поїздів (ATP), автоматична зупинка поїздів (ATS) і керування поїздами на основі зв'язку (CBTC) у багатьох частинах світу
- EBICAB — система захисту поїздів, яка використовується в Норвегії, Швеції, Фінляндії та деяких інших країнах, включаючи частини Іспанії
- TASC — система автоматичного гальмування та захисту поїзда, яка використовується на деяких японських залізничних лініях
- C-APT — (історична) система, колись розроблена для APT для передачі інформації про допустиму швидкість і герметичність[6]

## Історія
Найперша автоматична система захисту поїзда була чисто механічною з автостопом, який можна було підключити безпосередньо до гальмівної системи, відпустивши перемикач у гідравлічній системі. Було кілька інцидентів, коли поїзди перетинали сигнал зупинки, але через надмірну швидкість все одно розбивалися, незважаючи на автоматичну зупинку. Було винайдено кілька систем, щоб показувати швидкість у кабіні водія та забезпечити електронну систему в поїзді, яка б запобігала перевищенню швидкості. З появою високошвидкісних поїздів, як правило, очікувалося, що покажчик швидкості на сигналах на лінії не буде достатнім після 160 км/год (99 миля/год) тому всім цим поїздам потрібна сигналізація кабіни.
Комбінованим рішенням таких вимог була німецька система LZB, представлена в 1965 році. Початкові інсталяції складалися з жорсткої логіки. Перша справжня електроніка кабіни була представлена в 1972 році (під назвою LZB L72), а кабінний комп'ютер був представлений у 1980 році (LZB 80). Система LZB використовувала дроти посередині колії, які мали петлі на відстані 100 м (330 фут), таким чином позиція поїзда була відома точніше, ніж у будь-якій попередній системі. У результаті система LZB використовувалася не лише на високошвидкісних коліях, але й у приміській залізниці для збільшення пропускної здатності. Проте через витрати на розгортання системи вона була обмежена цими областями застосування.
Розробка системи, що використовує принцип пасивних баліз із фіксованою або контрольованою інформацією, розпочалася в 1975 році LMEricson і SRT після інциденту в Норвегії в 1975 році (Tretten). Система LME/SRT стала системою Ebicab. Система Ebicab встановила принципи використання магнітного зв'язку, низхідної лінії зв'язку 27 МГц від антени на локомотиві для живлення балізів і висхідної лінії зв'язку з використанням 4,5 МГц для передачі інформаційних телеграм від баліз. Контрольована інформація в балізах кодується зі статусів у системі сигналізації. У телеграмах міститься інформація про дозволені швидкості та відстані. Ця інформація використовується в бортовому комп'ютері для розрахунку кривих гальм, контролю швидкості та, зрештою, застосування гальм. У Норвегії перша лінія, оснащена Ebicab як ATP, запрацювала в 1983 році. Згодом принципи Ebicab використовуються в системах KVB і RSDD, а також для баліз ERTMS ETCS. У 1980-х роках з'явилися інші комп'ютери в кабіні для зчитування старої сигналізації та накладання на неї кращого контролю. Німецький PZ80 зміг перевірити швидкість з кроком 10 км/год (6,2 миля/год). Французька KVB замінила зовнішню систему на балізи на початку 1990-х років для передачі комбінованої інформації щодо аспектів зустрічного сигналу та дозволеної швидкості поїзда. Siemens також винайшов наступника сигналізації PZB, який був застосований як de у Швейцарії з 1992 р. та de в Данії з 1992 року. Компанія АББ вдосконалила зовнішні балізи в системі EBICAB 900, яка тоді була прийнята в Іспанії та Італії.
У 1992 році Siemens представив дослідження систем баліз, яке вплинуло на вибір використання технології на основі KVB і GSM замість LZB, коли Європейська система управління залізничним рухом досліджувала можливу сигналізацію поїздів для Європи. Перші євробалізи були протестовані в 1996 році, і пізніше системи захисту поїздів використовували їх як основу для своїх потреб у сигналізації.